# Froot (chanson)
Singles de Marina and the Diamonds
How to Be a Heartbreaker
(2012) Happy
(2014)
Froot est une chanson de l’auteure-compositrice-interprète galloise Marina Diamandis, professionnellement connue sous le nom de Marina and the Diamonds. Elle a été publiée le 10 octobre 2014, soit lors du 29e anniversaire de la chanteuse, en tant que premier single issu de son troisième album studio, Froot.

## Développement et composition
Après avoir passé un mois entier dans la ville de New York, Diamandis a annoncé qu’elle avait commencé à écrire des morceaux pour son troisième album studio, alors sans titre, en février 2013. En mars 2014, elle a posté sur Twitter les paroles « I've been saving all my summers for you ». Elle a téléchargé un extrait de Froot, dont le titre n’était alors pas connu, via son compte Instagram en septembre 2014 et a publié intégralement ses paroles par le biais du même profil le mois suivant. Le 10 octobre, afin de coïncider avec son 29e anniversaire, la chanteuse a dévoilé le titre en avant-première, en tant que premier single de son album mère, nommé Froot (2015).

## Accueil critique
Hayden Manders du site Web Refinery29 a commenté que la chanson combinait un « jeu de mots narquois » que l’on aurait pu trouver sur le premier album studio de Diamandis, The Family Jewels (2010) et une « production résolument dansante » provenant de son précédent projet Electra Heart (2012), d’une manière qui l’aiderait à « se libérer du statut d'icône ». Lucas Villa du site Web AXS a également indiqué que la chanson était un retour à la « pop excentrique » de son premier album. Il l’a décrit en outre comme un « morceau électro-pop inspiré par les jeux vidéo des années 80 », aboutissant à un « retour qui porte ses fruits » pour Diamandis.

## Historique de sortie
| Pays         | Date             | Format    |
| ------------ | ---------------- | --------- |
| Monde entier | 11 novembre 2014 | Numérique |